# Masashi Motoyama
Masashi Motoyama (jap. 本山雅志 Motoyama Masashi; ur. 20 czerwca 1979 r. w Kitakiusiu) – japoński piłkarz, reprezentant kraju grający na pozycji pomocnika.

## Kariera klubowa
Masashi od 1998 występuje w klubie Kashima Antlers. Z klubem tym 6 razy wygrał J-League w latach: 1998, 2000, 2001, 2007, 2008 i 2009. Dwukrotnie wygrał Puchar Japonii w latach 2000, 2002 oraz Superpuchar w 2009. Jak dotychczas w zespole wystąpił w 279 spotkaniach i strzelił 34 bramki.

## Kariera reprezentacyjna
Karierę reprezentacyjną rozpoczął w 2000. Uczestnik Igrzysk Olimpijskich 2000. Został powołany przez Zico na Puchar Azji 2004. Jego reprezentacja wygrała tamten turniej, a Motoyama zagrał w 4 spotkaniach w każdym wchodząc z ławki rezerwowych. Dzięki zwycięstwu w mistrzostwach kontynentu Japonia mogła wystąpić w turnieju o Puchar Konfederacji 2005. Tam nie wystąpił w żadnym spotkaniu. Po raz ostatni w reprezentacji wystąpił w 2006, dla której zagrał w 26 spotkaniach.